# Mühlbach (Neuenstein)
Mühlbach ist ein Ortsteil der Gemeinde Neuenstein  im osthessischen Landkreis Hersfeld-Rotenburg. Der Ort liegt im Knüllgebirge am Geisbach.

## Geschichte

### Ortsgeschichte

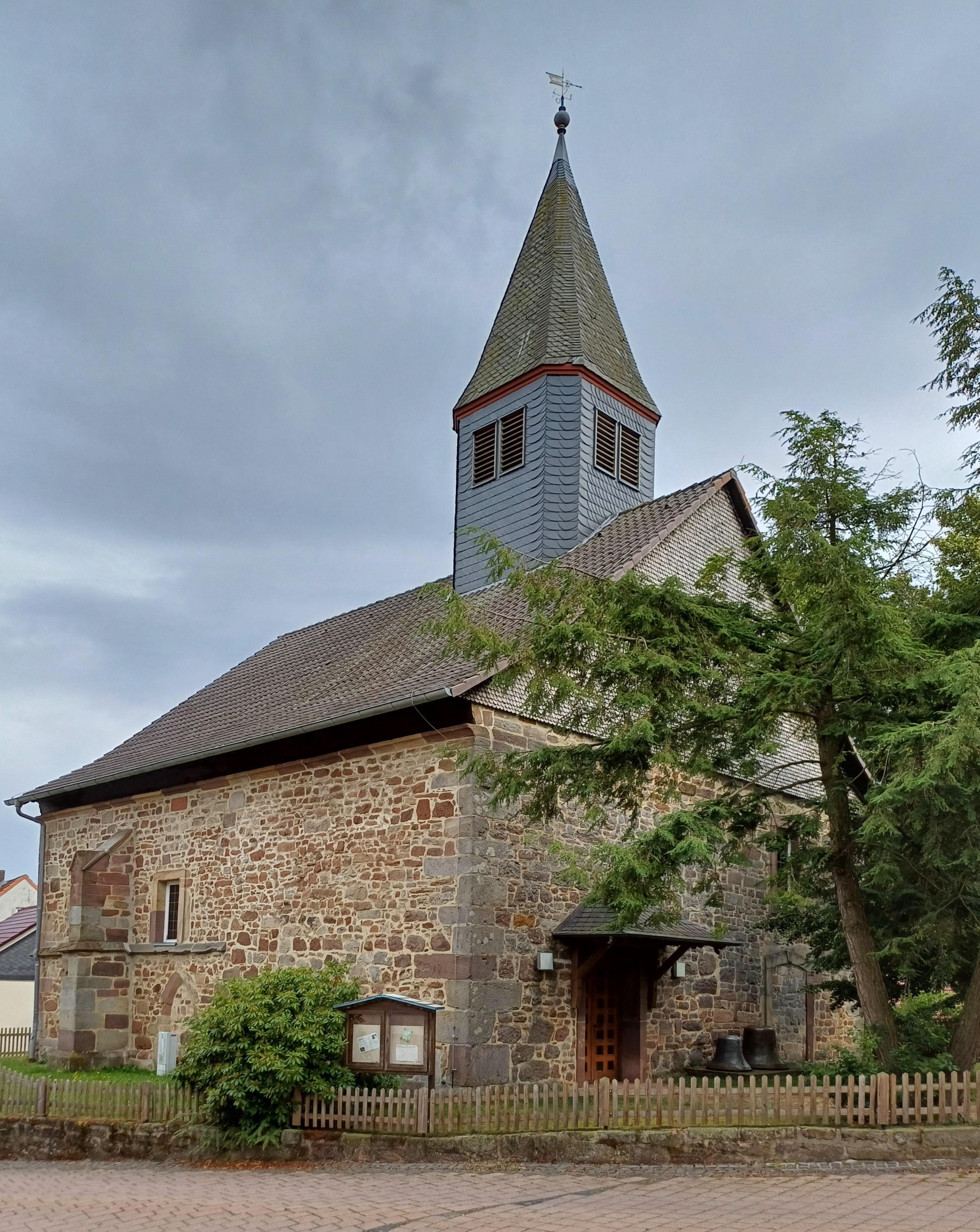
Kirche Mühlbach

Erstmals erwähnt wird Mühlbach im Jahre 1100, als das Dorf an die Abtei Hersfeld verschenkt wurde. Bald nach 1190 kam der Ort durch Schenkung an das Hersfelder Tochterkloster Aua (später, nach dessen Umzug 1229, Kloster Blankenheim). 1194 wurde die Kapelle in Mühlbach von der Abtei Hersfeld dem Kloster Aue übereignet; sie wurde später zur evangelischen Kirche ausgebaut.
Im Zuge der Gebietsreform in Hessen fusionierten zum 31. Dezember 1971 die bis dahin selbständigen Gemeinden Aua, Gittersdorf, Mühlbach, Raboldshausen, Saasen, Salzberg und Untergeis freiwillig zur neuen Gemeinde Neuenstein. Für die ehemaligen Gemeinden wurde je ein Ortsbezirk mit Ortsbeirat und Ortsvorsteher nach der Hessischen Gemeindeordnung eingerichtet.

### Verwaltungsgeschichte im Überblick
Die folgende Liste zeigt die Staaten und Verwaltungseinheiten, denen Mühlbach angehört(e):
- ab 1742: Heiliges Römisches Reich, Landgrafschaft Hessen-Kassel, Amt Homberg
- 1803–1806: Heiliges Römisches Reich, Landgrafschaft Hessen-Kassel, Amt Neuenstein
- ab 1806: Landgrafschaft Hessen-Kassel, Amt Neuenstein
- 1807–1813: Königreich Westphalen, Departement der Werra, Distrikt Hersfeld, Kanton Schwarzenborn
- ab 1814: Landgrafschaft Hessen-Kassel, Amt Rotenburg
- ab 1817: Kurfürstentum Hessen, Amt Neuenstein[8]
- ab 1821: Kurfürstentum Hessen, Provinz Fulda, Kreis Rotenburg[9][Anm. 2]
- ab 1823: Kurfürstentum Hessen, Provinz Niederhessen, Kreis Homberg
- ab 1848: Kurfürstentum Hessen, Bezirk Hersfeld
- ab 1851: Kurfürstentum Hessen, Provinz Niederhessen, Kreis Homberg
- ab 1867: Königreich Preußen, Provinz Hessen-Nassau, Regierungsbezirk Kassel, Kreis Hersfeld
- ab 1871: Deutsches Reich,  Königreich Preußen, Provinz Hessen-Nassau, Regierungsbezirk Kassel, Kreis Hersfeld
- ab 1918: Deutsches Reich, Freistaat Preußen, Provinz Hessen-Nassau, Regierungsbezirk Kassel, Kreis Hersfeld
- ab 1932: Freistaat Preußen, Provinz Hessen-Nassau, Regierungsbezirk Kassel, Landkreis Fritzlar-Homberg
- ab 1944: Deutsches Reich, Freistaat Preußen, Provinz Kurhessen, Landkreis Fritzlar-Homberg
- ab 1945: Amerikanische Besatzungszone, Groß-Hessen, Regierungsbezirk Kassel, Landkreis Fritzlar-Homberg
- ab 1946: Amerikanische Besatzungszone, Land Hessen, Regierungsbezirk Kassel, Landkreis Hersfeld
- ab 1949: Bundesrepublik Deutschland, Land Hessen, Regierungsbezirk Kassel, Landkreis Hersfeld
- ab 1971: Bundesrepublik Deutschland, Land Hessen, Regierungsbezirk Kassel, Landkreis Hersfeld
- ab 1972: Bundesrepublik Deutschland, Land Hessen, Regierungsbezirk Kassel, Landkreis Hersfeld-Rotenburg, Gemeinde Neuenstein[Anm. 3]

## Bevölkerung

### Einwohnerstruktur 2011
Nach den Erhebungen des Zensus 2011 lebten am Stichtag, dem 9. Mai 2011, in Mühlbach 366 Einwohner. Darunter waren 12 (3,3 %) Ausländer.
Nach dem Lebensalter waren 69 Einwohner unter 18 Jahren, 150 zwischen 18 und 49, 69 zwischen 50 und 64 und 87 Einwohner waren älter. Die Einwohner lebten in 153 Haushalten. Davon waren 45 Singlehaushalte, 33 Paare ohne Kinder und 57 Paare mit Kindern, sowie 18 Alleinerziehende und keine Wohngemeinschaften. In 27 Haushalten lebten ausschließlich Senioren und in 96 Haushaltungen lebten keine Senioren.

### Einwohnerentwicklung
| Quelle: Historisches Ortslexikon |                 |
| • 1585:                          | 52 Hausgesesse  |
| • 1747:                          | 60 Hausgesesse. |
| • 1768:                          | 310 Einwohner.  |

| Mühlbach: Einwohnerzahlen von 1834 bis 2020 | Mühlbach: Einwohnerzahlen von 1834 bis 2020 | Mühlbach: Einwohnerzahlen von 1834 bis 2020 | Mühlbach: Einwohnerzahlen von 1834 bis 2020 | Mühlbach: Einwohnerzahlen von 1834 bis 2020 |
| --- | ------------------------------------------- | ------------------------------------------- | ------------------------------------------- | ------------------------------------------- |
| Jahr |                                             |                                             |                                             | Einwohner                                   |
| 1834 | 1834                                        |                                             | 480                                         | 480                                         |
| 1840 | 1840                                        |                                             | 524                                         | 524                                         |
| 1846 | 1846                                        |                                             | 516                                         | 516                                         |
| 1852 | 1852                                        |                                             | 489                                         | 489                                         |
| 1858 | 1858                                        |                                             | 462                                         | 462                                         |
| 1864 | 1864                                        |                                             | 463                                         | 463                                         |
| 1871 | 1871                                        |                                             | 429                                         | 429                                         |
| 1875 | 1875                                        |                                             | 430                                         | 430                                         |
| 1885 | 1885                                        |                                             | 453                                         | 453                                         |
| 1895 | 1895                                        |                                             | 393                                         | 393                                         |
| 1905 | 1905                                        |                                             | 358                                         | 358                                         |
| 1910 | 1910                                        |                                             | 394                                         | 394                                         |
| 1925 | 1925                                        |                                             | 363                                         | 363                                         |
| 1939 | 1939                                        |                                             | 350                                         | 350                                         |
| 1946 | 1946                                        |                                             | 514                                         | 514                                         |
| 1950 | 1950                                        |                                             | 466                                         | 466                                         |
| 1956 | 1956                                        |                                             | 378                                         | 378                                         |
| 1961 | 1961                                        |                                             | 384                                         | 384                                         |
| 1967 | 1967                                        |                                             | 364                                         | 364                                         |
| 1970 | 1970                                        |                                             | 370                                         | 370                                         |
| 1980 | 1980                                        |                                             | ?                                           | ?                                           |
| 1990 | 1990                                        |                                             | ?                                           | ?                                           |
| 2000 | 2000                                        |                                             | ?                                           | ?                                           |
| 2011 | 2011                                        |                                             | 366                                         | 366                                         |
| 2020 | 2020                                        |                                             | 388                                         | 388                                         |
| Datenquelle: Historisches Gemeindeverzeichnis für Hessen: Die Bevölkerung der Gemeinden 1834 bis 1967. Wiesbaden: Hessisches Statistisches Landesamt, 1968. Weitere Quellen: LAGIS; Gemeinde Neuenstein; Zensus 2011 |                                             |                                             |                                             |                                             |

### Historische Religionszugehörigkeit
| • 1861: | 444 evangelisch-reformierte, 27 jüdische Einwohner                                 |
| • 1885: | 415 evangelische (= 91,61 %), keine katholischen, 38 jüdische (= 8,39 %) Einwohner |
| • 1961: | 366 evangelische (= 95,31 %), 17 katholische (= 4,43 %) Einwohner                  |

## Politik
Für Mühlbach besteht ein Ortsbezirk (Gebiete der ehemaligen Gemeinde Mühlbach) mit Ortsbeirat und Ortsvorsteher nach der Hessischen Gemeindeordnung. Der Ortsbeirat besteht aus fünf Mitgliedern. Bei den Kommunalwahlen in Hessen 2021 betrug die Wahlbeteiligung zum Ortsbeirat 37,05 %. Alle Mitglieder gehören der „Bürgerliste Mühlbach“ (GLM) an. Der Ortsbeirat wählte Carsten Bernhardt zum Ortsvorsteher.

## Sehenswürdigkeiten
Für die unter Denkmalschutz stehenden Kulturdenkmale des Ortes siehe die Liste der Kulturdenkmäler in Mühlbach.

## Verkehr
Im Westen verläuft die Bundesautobahn 7, durch das Dorf führt die Landesstraße 3153. Der öffentliche Personennahverkehr erfolgt durch die RKH Bus GmbH mit der Linie 370.

## Sonstiges
- Der Mühlbachtunnel der Schnellfahrstrecke Hannover–Würzburg liegt bei Mühlbach.
- Das Gebiet um die Trinkwassergewinnungsanlage Tiefbrunnen Mühlbach ist ein Wasserschutzgebiet.